# Ляпуни
Ляпуни — деревня в Слободском районе Кировской области в составе Ленинского сельского поселения.

## География
Находится на расстоянии примерно 7 км на юго-запад по прямой от поселка Вахруши.

## История
Известна с 1678 года как починок Первушинский или Евдокимовский Кувалдинская с 1 двором. В 1746 в нем отмечен 21 житель. В 1873 году в починке Первушинский-Евдокимовский (иля Ляпуны)  учтено дворов 2 и жителей 11, в 1905 2 и 16, в 1926 4 и 24, в 1950 4 и 16. В 1989 постоянных жителей не было учтено. Настоящее название закрепилось с 1939 года. Ныне имеет дачный характер.

## Население
Постоянное население не было учтено как в 2002 году, так и в 2010.